# Balón de Oro 1966

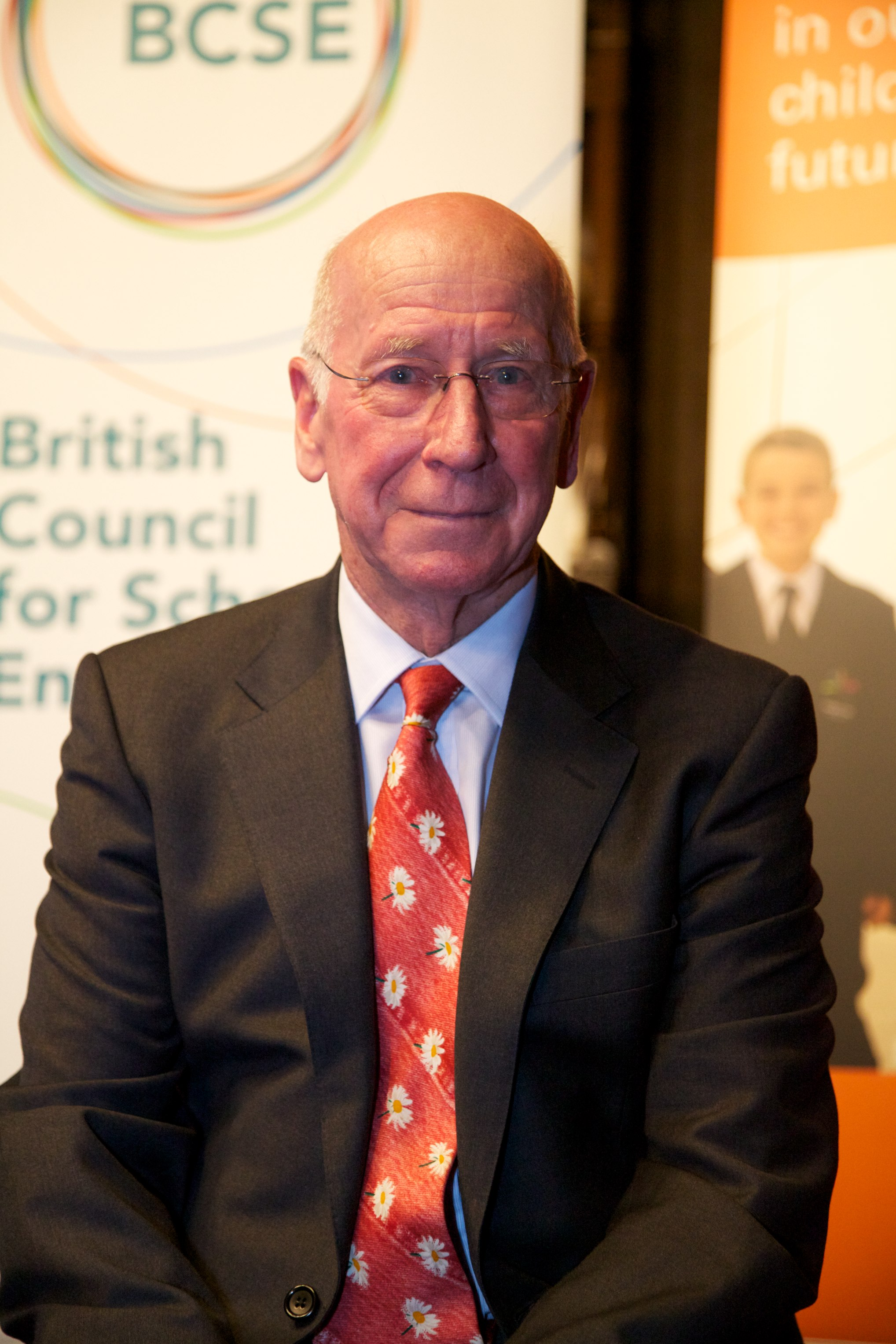
Es considerado por la FIFA uno de los mejores jugadores ingleses de todos los tiempos y uno de los mejores futbolistas europeos del.

La edición de 1966 del Balón de Oro, 11.ª edición del premio de fútbol creado por la revista francesa France Football, fue ganada por el inglés Bobby Charlton (Manchester United).
El jurado estuvo compuesto por 22 periodistas especializados, de cada una de las siguientes asociaciones miembros de la UEFA: Alemania Occidental, Austria, Bélgica, Bulgaria, Checoslovaquia, Dinamarca, España, Francia, Grecia, Hungría, Inglaterra, Irlanda, Italia, Luxemburgo, Países Bajos, Polonia, Portugal, Suecia, Suiza, Turquía, Unión Soviética y Yugoslavia.
El resultado de la votación fue publicado en el número 1085 de France Football, el 27 de diciembre de 1966.

## Sistema de votación
Cada uno de los miembros del jurado elige a los que a su juicio son los cinco mejores futbolistas europeos. El jugador elegido en primer lugar recibe cinco puntos, el elegido en segundo lugar cuatro puntos y así sucesivamente.
De esta forma, se repartieron 330 puntos, siendo 110 el máximo número de puntos que podía obtener cada jugador (en caso de que los 22 miembros del jurado le asignaran cinco puntos).

## Clasificación final
| Puesto | Jugador           | Equipo                 | Votos | Votos | Votos | Votos | Votos | Votos | Puntos |
| Puesto | Jugador           | Equipo                 | 1.º   | 2.º   | 3.º   | 4.º   | 5.º   | Total | Puntos |
| ------ | ----------------- | ---------------------- | ----- | ----- | ----- | ----- | ----- | ----- | ------ |
| 1.º    | Bobby Charlton    | Manchester United      | 12    | 3     | 1     | 3     |       | 19    | 81     |
| 2.º    | Eusébio           | Benfica                | 5     | 10    | 5     |       |       | 20    | 80     |
| 3.º    | Franz Beckenbauer | Bayern Munich          |       | 5     | 10    | 2     | 5     | 22    | 59     |
| 4.º    | Bobby Moore       | West Ham United        | 2     | 3     | 1     | 2     | 2     | 10    | 31     |
| 5.º    | Flórián Albert    | Ferencváros            | 1     | 1     | 1     | 4     | 3     | 10    | 23     |
| 6.º    | Ferenc Bene       | Újpest Dózsa           |       |       | 1     | 2     | 1     | 4     | 8      |
| 7.º    | Alan Ball         | Blackpool / Everton    | 1     |       |       |       | 1     | 2     | 6      |
|        | Lev Yashin        | Dinamo Moscú           |       |       | 2     |       |       | 2     | 6      |
|        | Farkas János      | Vasas                  |       |       |       | 2     | 2     | 4     | 6      |
| 10.º   | José Torres       | Benfica                | 1     |       |       |       |       | 1     | 5      |
| 11.º   | Mario Corso       | Inter de Milán         |       |       |       | 2     |       | 2     | 4      |
|        | Valery Voronin    | Torpedo Moscú          |       |       |       | 1     | 2     | 3     | 4      |
| 13.º   | Mário Coluna      | Benfica                |       |       | 1     |       |       | 1     | 3      |
| 14.º   | Georgi Asparukhov | Levski Sofía           |       |       |       | 1     |       | 1     | 2      |
|        | Gordon Banks      | Leicester / Stoke City |       |       |       | 1     |       | 1     | 2      |
|        | Geoff Hurst       | West Ham United        |       |       |       | 1     |       | 1     | 2      |
|        | Sandro Mazzola    | Inter de Milán         |       |       |       | 1     |       | 1     | 2      |
| 18.º   | Igor Čislenko     | Dinamo Moscú           |       |       |       |       | 1     | 1     | 1      |
|        | Tony Dunne        | Manchester United      |       |       |       |       | 1     | 1     | 1      |
|        | Helmut Haller     | Bolonia                |       |       |       |       | 1     | 1     | 1      |
|        | Denis Law         | Manchester United      |       |       |       |       | 1     | 1     | 1      |
|        | Willi Schulz      | Hamburgo               |       |       |       |       | 1     | 1     | 1      |
| 23.º   | Paul Van Himst    | Anderlecht             |       |       |       |       | 1     | 1     | 1      |

## Curiosidades
- Franz Beckenbauer se convierte en el primer jugador en obtener algún voto de cada miembro del jurado.